# Protocatedral de Santiago el Mayor (Vancouver)
La Protocatedral de Santiago el Mayor o simplemente Iglesia de Santiago (en inglés: Proto-Cathedral of St. James the Greater; St. James Catholic Church) Es un edificio religioso que sirve como parroquia de la Iglesia Católica ubicada en Vancouver, Washington, Estados Unidos. La parroquia es parte de la Arquidiócesis de Seattle y traza sus raíces a la llegada inicial de sacerdotes misioneros en el País de Oregon en la década de 1830; Su primer edificio dedicado a la iglesia fue construido en 1846.
La iglesia fue elevada a una catedral cuando la diócesis de Nesqually (el nombre original de la Arquidiócesis de Seattle) se estableció en 1850; El edificio actual de la iglesia fue terminado en 1885. Fue transformado a una protocatedral como iglesia parroquial cuando la catedral actual de Santiago se abrió en Seattle en 1907. El edificio de la iglesia fue incluido en el Registro de Patrimonio de Washington en 1986. La iglesia fue formalmente dedicada como una protocatedral, es decir, antigua catedral, en 2013.

## Véase también

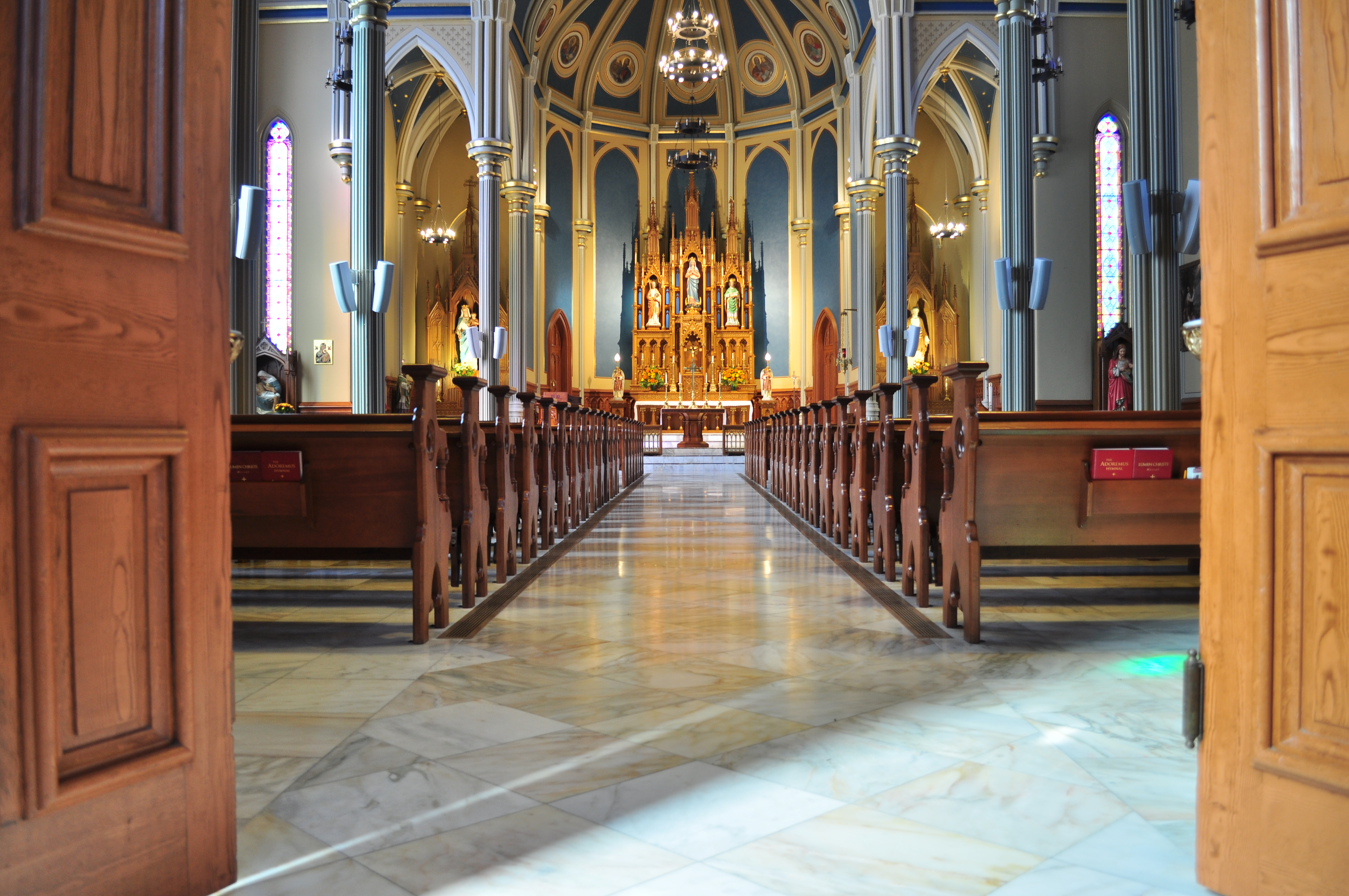
Vista interna